# Seixal (Cabo Verde)
Seixal (Crioulo de São Vicente: Sexal) é uma vila na central da ilha do São Vicente, Cabo Verde.

## Vilas próximos ou limítrofes
- Mato Inglês, nordeste (distância: 1,5 km)
- Madeiral, sul
- Mindelo, oeste (distância: aproximadamente 5 km)

| Ilha de São Vicente |
| --- |
| Zonas e Lugares Baía das Gatas \| Calhau \| Lameirão \| Lazareto \| Madeiral \| Mato Inglês \| Mindelo \| Praia do Norte \| Ribeira da Vinha \| Ribeira de Calhau \| Ribeira de Julião \| Salamansa \| São Pedro \| Seixal |
| Montanhas Fateixa \| Madeiral \| Monte Cara \| Monte Verde \| Tope de Caixa \| Topona |
| Ribeiras Ribeira de Julião |
| Outros Flamengos \| Fontainhas \| João Evora \| Palha Carga \| Pé de Verde \| Praia Grande \| Saragaça \| Viana |
| Cabo Verde \| Sotavento \| São Vicente |